# تمرین در مسیحیت
تمرین در مسیحیت (انگلیسی: Practice in Christianity) یا آموزش در مسیحیت، اثری از سورن کی‌یرکگور، الهی‌دان قرن نوزدهم است. این کتاب در ۲۷ سپتامبر ۱۸۵۰ با نام مستعار آنتی-کلیماکوس، نویسنده بیماری منتهی به مرگ منتشر شد. کی‌یرکگور آن را «کامل‌ترین و واقعی‌ترین کتاب» خود می‌دانست. در این کتاب متکلم تصور خود را از فرد مذهبی، لزوم تقلید از مسیح به منظور یک مسیحی واقعی شدن، و امکان گناه در مواجهه با پارادوکس تجسم را آشکار می‌کند. معمولاً تمرین در مسیحیت، همراه با برای خودآزمایی و برای خود قضاوت کنید!، به‌عنوان نقدی صریح از نظم مستقر جهان مسیحیت و نیاز به ورود مسیحیت است، زیرا بخش خوبی از آن را نقد متفکران دینی زمان او تشکیل می‌دهد.

## درون‌مایه
این کتاب به تفصیل مفاهیمی مانند «جهش ایمان» (یا به عبارت دقیق‌تر «جهش به ایمان») و «ارتباط غیرمستقیم» را مورد بحث قرار می‌دهد. به عبارت دیگر، کی‌یرکگور بر این ایده تأکید می‌کند که اعتقاد به خدا نمی‌تواند و نباید عقلانی باشد، به این معنا که احتمالاً نمی‌توان به طور قطعی وجود خدا یا حقیقت مسیحیت را اثبات کرد. در واقع، کی‌یرکگور این ایده را که ممکن است الاهیات مسیحی سازمان‌یافته امکان‌پذیر است را رد می‌کند. از این نظر کی‌یرکگور موضع ضد عقل‌گرایانه کانت، فیلسوف بانفوذ قرن هجدهم را داشت.
او به‌شدت با تلاش‌های هگلی برای ساختن فراروایت‌های فراگیر مخالف بود. کی‌یرکگور این مفهوم را که در زمان خود در جوامع پروتستان رایج بود، مورد حمله قرار داد که مسیحی شدن شخص صرفاً با پذیرش عقلانی برخی از شواهد ظاهراً منطقی برای صحت مسیحیت است که مسیحی می‌شود. از نظر کی‌یرکگور، این مظهر ریاکاری بود. او استدلال می‌کرد که سخنان مسیح صرفاً مجموعه‌ای از تمثیل‌های نامرتبط با معانی مبهم است و در یک سیستم منسجم نمی‌گنجد. حتی معجزاتی مانند تبدیل آب به شراب یا حتی قیامت، به گفته او به‌طور قطعی چیزی را ثابت نمی‌کند، بلکه صرفاً ابزاری است برای جلب توجه فرد به لزوم تصمیم‌گیری بر اساس «جهش ایمان» درباره این‌که آیا ایمان داشته باشد یا نه. «جهش به سوی ایمان» ضروری است، زیرا خداوند به‌عنوان پدیده متعالی و «دیگری» غیرقابل شناخت است، بنابراین هرگونه مکاشفه‌ای برای بشریت تنها می‌تواند در قالب «ارتباط غیرمستقیم» باشد.
ایده‌های فوق در فرهنگ غرب بسیار تأثیرگذار بوده است. آن‌ها نه تنها ضربه شدیدی به عقل‌گرایی رایج در الهیات مسیحی در قرن نوزدهم وارد کردند، و در واقع امروزه نیز هنوز در انواع خاصی از مسیحیت رایج است، بلکه در توسعه مسیحیت پست‌مدرن و همچنین اگزیستانسیالیسم و پست مدرنیسم به طور کلی اگزیستانسیالیسم مسیحی مهم بودند.